# Боли, Базиль
Бази́ль Боли́ (фр. Basile Boli; 2 января 1967, Абиджан, Кот-д’Ивуар) — французский футболист, центральный защитник. Автор первого гола в финалах Лиги чемпионов.

## Клубная карьера
Профессиональную карьеру начал в «Осере». Позже был марсельский «Олимпик» Бернара Тапи. На этот период времени и пришёлся пик его карьеры. С этим клубом он трижды стал чемпионом Франции, выиграл Лигу чемпионов 1992/93, где в финале забил единственный гол «Милану». Впоследствии звания чемпиона Франции был лишен в связи со скандалом, связанным с договорными матчами. Позже провел по одному сезону в шотландском «Глазго Рейнджерс» и «Монако». Завершил карьеру игрока в японской J-лиге.

## Карьера в сборной
В составе национальной команды дебютировал 19 августа 1986 года в товарищеской игре против Швейцарии (0:2). 17 ноября 1990 года забил свой единственный гол за сборную в матче отборочного турнира Euro-1992 против Албании. Завершил карьеру в сборной 28 июля 1993 года в товарищеской встрече против сборной России. Всего за «трехцветных» сыграл 45 матчей.

## Статистика выступлений
- 1982/83 «Осер» (Франция) 1 0
- 1983/84 «Осер» (Франция) 35 0
- 1984/85 «Осер» (Франция) 36 1
- 1985/86 «Осер» (Франция) 36 2
- 1986/87 «Осер» (Франция) 38 0
- 1987/88 «Осер» (Франция) 35 0
- 1988/89 «Осер» (Франция) 37 1
- 1989/90 «Осер» (Франция) 36 0
- 1990/91 «Марсель» (Франция) 38 8
- 1991/92 «Марсель» (Франция) 34 5
- 1992/93 «Марсель» (Франция) 32 4
- 1993/94 «Марсель» (Франция) 27 3
- 1994/95 «Глазго Рейнджерс» (Шотландия) 28 2
- 1995/96 «Монако» (Франция) 11 0
- 1996 «Урава Ред Даймонз» (Япония) 32 0
- 1997 «Урава Ред Даймонз» (Япония) 10

## Личная жизнь
- Его старший брат Роже Боли также был известным футболистом. Он защищал цвета «Осера», «Лилля», «Ланса».
- Базиль Боли является дядей игрока Янника Боли.

## Достижения
Чемпионат Франции
- Победитель: 1991, 1992, 1993 (лишен)

Чемпионат Шотландии
- Победитель: 1995

Лига чемпионов
- Победитель: 1993
- Финалист: 1991